# Aeschropteryx asyllusaria
Aeschropteryx asyllusaria là một loài bướm đêm trong họ Geometridae.